# Charles Stuart, 1.º Barão Stuart de Rothesay

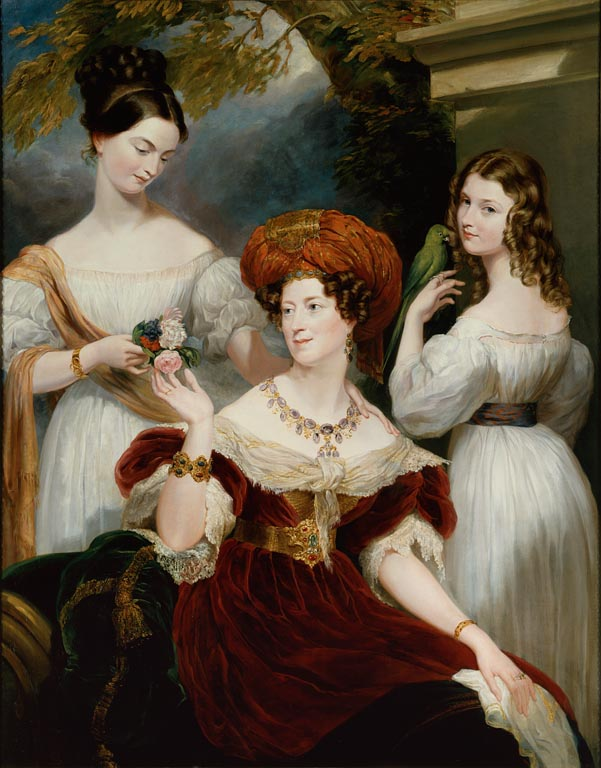
Lady Stuart de Rothesay e suas filhas Charlotte (mais tarde condessa de Canning) e Louisa (mais tarde marquesa de Waterford), retratadas por George Hayter em 1830.

Charles Stuart, 1.º Barão Stuart de Rothesay (Highcliffe Castle, Highcliffe (Dorset), 2 de janeiro de 1779 — Highcliffe Castle, 6 de novembro de 1845), conhecido com Sir Charles Stuart entre 1812 e 1828, foi um diplomata britânico que desempenhou um papel de grande relevo nas negociações que levaram ao reconhecimento por Portugal da independência do Brasil.

## Biografia
Charles Stuart foi filho do tenente-general Sir Charles Crichton-Stuart e neto de John Stuart, 3.º conde de Bute. Sua mãe era Louisa Bertie, filha de Lord Vere Bertie, filho mais novo de Robert Bertie, 1.º duque de Ancaster e Kesteven. Foi educado no Eton College, Eton, e no Christ Church College da Universidade de Oxford.
Em 1801 ingressou no serviço diplomático britânico, no qual permaneceu até 1844, tendo assumido as funções de embaixador britânico e de ministro plenipotenciário em alguns dos mais importantes postos diplomáticos da época, incluindo Paris e São Petersburgo.
Em 1808 foi nomeado encarregado de negócios em Madrid e em 1810 ministro britânico em Portugal, cargo que manteve até 1814.
Em 1812 foi investido no grau de cavaleiro da Ordem do Banho (Knight, Order of the Bath) e em 1814 foi feito membro do Conselho de Sua Majestade Britânica (Privy Counsellor). Em 1815 foi elevado a grã-cruz da Ordem do Banho (Knight Grand Cross, Order of the Bath) (G.C.B.).
Entre fevereiro e maio de 1815 foi enviado plenipotenciário britânico em Haia, negociando importantes entendimentos na sequência da reestruturação dos Países Baixos após as Guerras Napoleónicas. Em 1815 e 1824 exerceu as funções de embaixador britânico na França, então um cargo de grande sensibilidade política face às recentes Guerras Napoleónicas e às suas complexas ramificações políticas e estratégicas.
Casou a 6 de fevereiro de 1818 com Elizabeth Margaret Yorke, filha de Philip Yorke, 3.º conde de Hardwicke, com quem teve duas filhas: Charlotte Stuart (1817–1861), depois condessa de Canning; e Louisa Stuart (faleceu em 1891), depois marquesa de Waterford.
Quando no ano de 1823 o governo de D. João VI de Portugal se viu obrigado a aceitar a mediação britânica nas suas negociações com o Brasil, cuja independência se recusava a reconhecer, o governo britânico, ao tempo presidido por George Canning, enviou uma missão especial a Portugal e ao Brasil. Aquele missão, constituída após longas e tortuosas negociações, tinha como objectivo determinar os termos em que Portugal deveria reconhecer a independência do Brasil e acautelar os interesses britânicos em ambos os países.
Reconhecendo a dificuldade da missão, até porque a sua constituição fora precedida por complexas negociações e enormes pressões diplomáticas, o governo britânico decidiu seleccionar um dos seus diplomatas mais experientes, o que levou à escolha de Sir Charles Stuart, que para além de provas dadas em missões difíceis, já conhecia Portugal por já ter sido embaixador em Lisboa nos anos de 1810 a 1812. 
Para além da resolução da questão do reconhecimento da independência brasileira pela parte portuguesa, as instruções dadas a Stuart incluíam a obtenção do prolongamento do tratado de comércio entre a Grã-Bretanha e o Brasil, que fora assinado em 1810 e que deveria ser revisto em 1825. As instruções requeriam que Stuart obtivesse um prolongamento da vigência do acordo até que a independência do Brasil estivesse reconhecida e um acordo comercial permanente pudesse ser negociado.
Apesar de Sir Charles Stuart ter obtido sucesso na negociação do reconhecimento por Portugal, a sua missão não pode ser considerada como completamente bem sucedida, já que acabou por ultrapassar as suas instruções na parte referente à negociação de um acordo comercial com o Brasil ao assinar dois tratados permanentes, um referente ao comércio e outro referente à abolição da escravatura, os quais, apesar de ratificados pelo imperador D. Pedro I do Brasil, eram inaceitáveis para o governo britânico. Em consequência, o governo de Canning desautorizou-o e chamou-o de volta a Londres, o que ele fez com escala em Lisboa, onde foi recebido com grande gala.
Charles Stuart serviu por duas vezes como embaixador britânico em França nos anos posteriores às Guerras Napoleónicas. Foi elevado a barão Stuart de Rothesay a 22 de janeiro de 1828, ao mesmo tempo que era nomeado, pela segunda vez, embaixador em Paris. Por não ter qualquer herdeiro masculino, o título extinguiu-se com a sua morte.

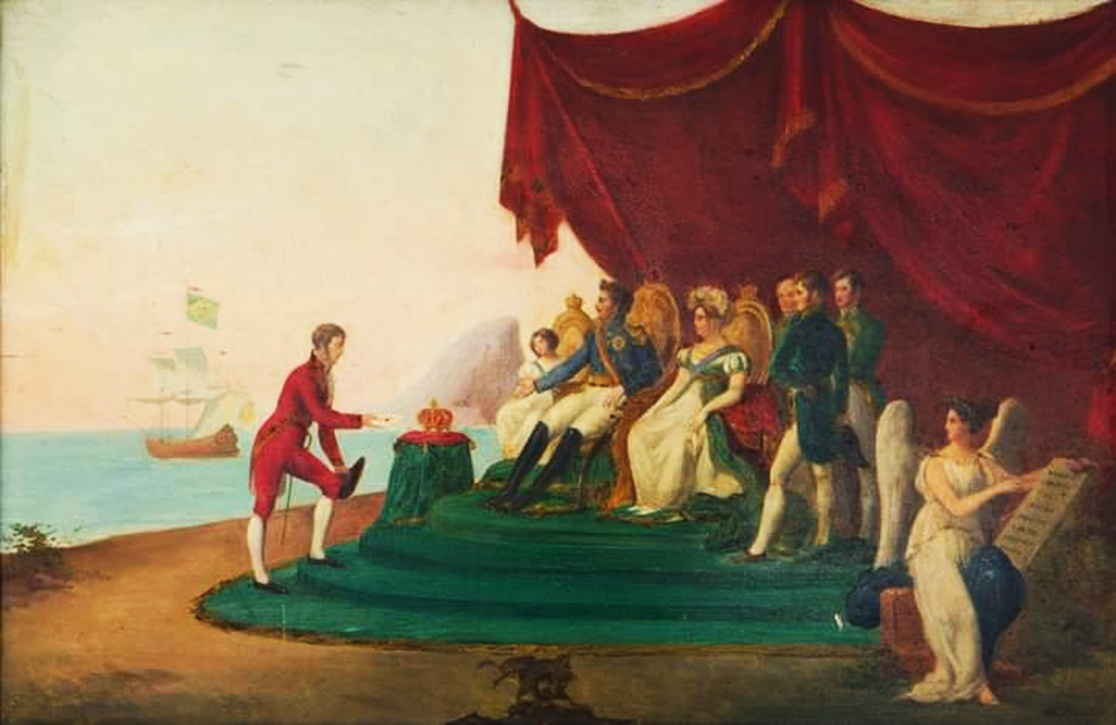
Charles Stuart entregando a carta credencial ao imperador Pedro I do Brasil.

Em reconhecimento do seu papel nas negociações entre Portugal e o Brasil, o rei D. João VI de Portugal concedeu-lhe, em 22 de novembro de 1825 o título de Conde de Machico. Em 1 de maio de 1826, recebeu o título de marquês de Angra no Brasil, concedido pela rainha D. Maria II de Portugal. Ambos os títulos foram concedidos em vida, não sendo transmissíveis aos herdeiros. Recebeu ainda o grau de cavaleiro da Ordem da Torre e Espada.
A 22 de janeiro de 1828 recebeu o título de 1.º barão Stuart de Rothesay na Isle of Bute (Reino Unido), sendo novamente nomeado embaixador em França, cargo que exerceu até 1831.
Entre 1841 e a sua aposentação em 1844 exerceu as funções de embaixador na corte da Rússia, então sedeada em São Petersburgo.
Uma importante colecção de documentos pessoais de Charles Stuart, incluindo múltiplas cartas de personalidade ligadas à vida política portuguesa e brasileira da década de 1820, está depositada na Universidade de Indiana como parte da Lilly Library Manuscript Collections.